# 팜파스고양이
팜파스고양이(Leopardus pajeros)는 아르헨티나와 칠레, 볼리비아, 페루, 에콰도르에서 발견되는 작은 고양이과 포유류의 일종으로 콜롬비아 남서부에도 서식하는 것으로 추정하고 있다. 이름에 팜파스라는 명칭이 들어 있지만 해발고도 최대 5000m 높이까지의 초원과 관목 지대, 건조림에서 서식한다.
전통적으로 콜로콜로(L. colocolo)에 포함되는 아종의 하나였지만, 주로 모피 색과 패턴 그리고 두개골 구조와 크기에 의해 다른 종으로 구분하고 있다. 이와 같은 분리는 유전학 연구를 통해서는 지지되지 않고 있으며, 그렇기 때문에 일부 저자들은 콜로콜로의 아종으로 간주하고 있다. 콜로콜로가 팜파스고양이와 판타나우고양이를 아종으로 포함하고 있기 때문에 관련 종들이 팜파스고양이라는 이름으로 혼란스럽게 불리기도 한다.
팜파스고양이는 현재 서식지 훼손과 파괴가 진행됨에 따라 미래에 개체수가 감소할 것으로 추정되고 있기 때문에 IUCN 적색 목록에서 "취약근접종"(NT, Near Threatened Species)로 지정하여 분류하고 있다.

## 아종
2005년 기준으로, 5종의 아종이 알려져 있다.
- L. p. pajeros (승명아종) - 칠레 남부와 아르헨티나에 널리 분포.[6]
- L. p. crespoi - 아르헨티나 북서부의 안데스산맥 동부 경사면.[3]
- L. p. garleppi - 페루의 안데스 산맥.[3]
- L. p. steinbachi - 볼리비아의 안데스 산맥.[3]
- L. p. thomasi - 에콰도르의 안데스 산맥.[3]